# Gasteracantha kuhli
Gasteracantha kuhli är en spindelart som beskrevs av Carl Ludwig Koch 1837. Gasteracantha kuhli ingår i släktet Gasteracantha och familjen hjulspindlar. Inga underarter finns listade i Catalogue of Life.